# پارک شبه‌ملی تانگو-امانوهاشیدات-اویاما
پارک شبه‌ملی تانگو-امانوهاشیدات-اویاما (به لاتین: Tango-Amanohashidate-Ōeyama Quasi-National Park) یک پارک شبه‌ملی و منطقهٔ مسکونی در ژاپن است که در استان کیوتو واقع شده‌است.